# Messier 73
Messier 73 (M73, também conhecido como  NGC 6994) é um asterismo de quatro estrelas na constelação de Aquarius. É composto por estrelas sem relação física que aparecem na mesma posição no céu vistas da Terra. É um dos asterismo mais bem conhecidos, e tem sido muito estudado cientificamente.

## Descoberta e visualização
O asterismo de quatro estrelas de magnitude aparente 10 a 11 foi incluída pelo astrônomo francês Charles Messier em seu catálogo na mesma noite da descoberta do aglomerado Messier 72. Embora seja um objeto do céu profundo diferente dos restantes no catálogo, o próprio Messier descreveu o sistema como "um aglomerado de três ou quatro pequenas estrelas, que lembra a uma nebulosa à primeira vista, contendo muita pouca nebulosidade." 
Provavelmente foi incluído no catálogo de Messier porque ele já havia medido sua posição e por ter a "aparência de uma nebulosa à primeira vista". Embora o objeto fosse excluído de alguns catálogos, observações subsequentes por John Herschel, no entanto, não revelaram nenhuma nebulosidade. Herschel também notou que a classificação de Messier 73 como um aglomerado era questionável, e inclui o objeto em seu General Catalogue (GC) (Catálogo Geral) de aglomerados, nebulosas e galáxias. Também foi incluído no New General Catalogue (NGC) por John Louis Emil Dreyer, ganhando a designação NGC 6994. É bem visível em telescópios amadores de 4 polegadas de abertura, formando um padrão em forma de "Y".

## Características
Historicamente, objeto recebeu pouco interesse de estudo. Per Collinder estimou sua distância em relação à Terra em 12 000 anos-luz. Jaroslav Ruprecht classificou-o como um aglomerado aberto da classe IV,1,p, ou seja, um aglomerado muito esparso, pobre em estrelas e que não está separado do campo estelar em sua volta. Roland Wielen chegou a duvidar de sua natureza como aglomerado aberto, mas mesmo assim classificou-o como um aglomerado velho e próximo da Terra.
Grande parte da comunidade astronômica declara que o sistema não passa de um asterismo, ou seja, uma reunião apenas aparente no céu noturno de estrelas muito distantes umas das outras. Probabilisticamente, há uma chance em quatro de o sistema ser apenas um asterismo e o objeto tem grandes chances de ser realmente um pequeno aglomerado estelar, segundo P. Murdin, D. Allen, e D. Malin.
Segundo dados do satélite Hipparcos, que mede a paralaxe estelar, a estrela GSC 05778-00802, a mais brilhante, situa-se a 137 anos-luz, enquanto que a segunda, HD 358033, situa-se a 440 anos-luz. Entretanto, constatou-se que os ados obtidos pelo Hipparcos podem conter anomalias, especialmente para estrelas mais próximas. Astrônomo da Universidade Nacional de La Plata, liderados por Lilia Bassino, investigaram a região do céu em torno de M73 e indicaram 24 possíveis estrelas pertencentes ao sistema, incluindo suas quatro estrelas mais brilhantes, com base em seus diagramas de magnitude de cor, indicando um aglomerado velho com dois ou três bilhões de anos de idade, com comprimento aparente de 9 minutos de arco, situado a cerca de 2 000 anos-luz da Terra. Isso sugeriria que as quatro estrelas mais brilhantes seriam gigantes fora da sequência principal.
G. Carraro, no entanto, publicou em 2000 o resultado de uma análise similar que mostrava que as estrelas não têm relação entre a cor e a luminosidade. Sua conclusão foi que Messier 73 é apenas um asterismo. Eduardo Bica e colaboradores concluíram que a chance de alinhamento das estrelas de Messier 73 é muito pequena, então M73 é provavelmente um aglomerado aberto pouco povoado.
A controvérsia acabou em 2002, quando M. Odenkirchen e C. Soubiran publicaram uma análise espectral das seis estrelas mais brilhantes de Messier 73. Eles demonstraram que essas estrelas estão a distâncias bem diferentes da Terra, e que elas estão se movendo em direções diferentes. Portanto, eles conluíram que se tratava apenas de um asterismo.
Embora Messier 73 seja apenas um asterismo de estrelas, outras análises de asterismos ainda são importantes para a identificações de aglomerados pouco povoados. Aglomerados assim podem ser importantes para demonstrar como a força gravitacional na Via Láctea pode afetá-los.